# Образование в Стокгольме
Научные исследования и образование в Стокгольме берут своё начало в средневековых монастырских школах и обычных учебных заведениях XVII века. Одним из первых колледжей, основанных в Стокгольме, стала Стокгольмская академия, основанная королем Юханом III в 1576 году. Однако уже в 1593 году она была переведена в Уппсальский университет. В течение XVIII века в городе появилось множество колледжей и академий: Шведская королевская академия свободных искусств (1735), Шведская королевская академия наук (1739), Элевсинская драматическая школа (1787) и военная академия Карлберга (1792).

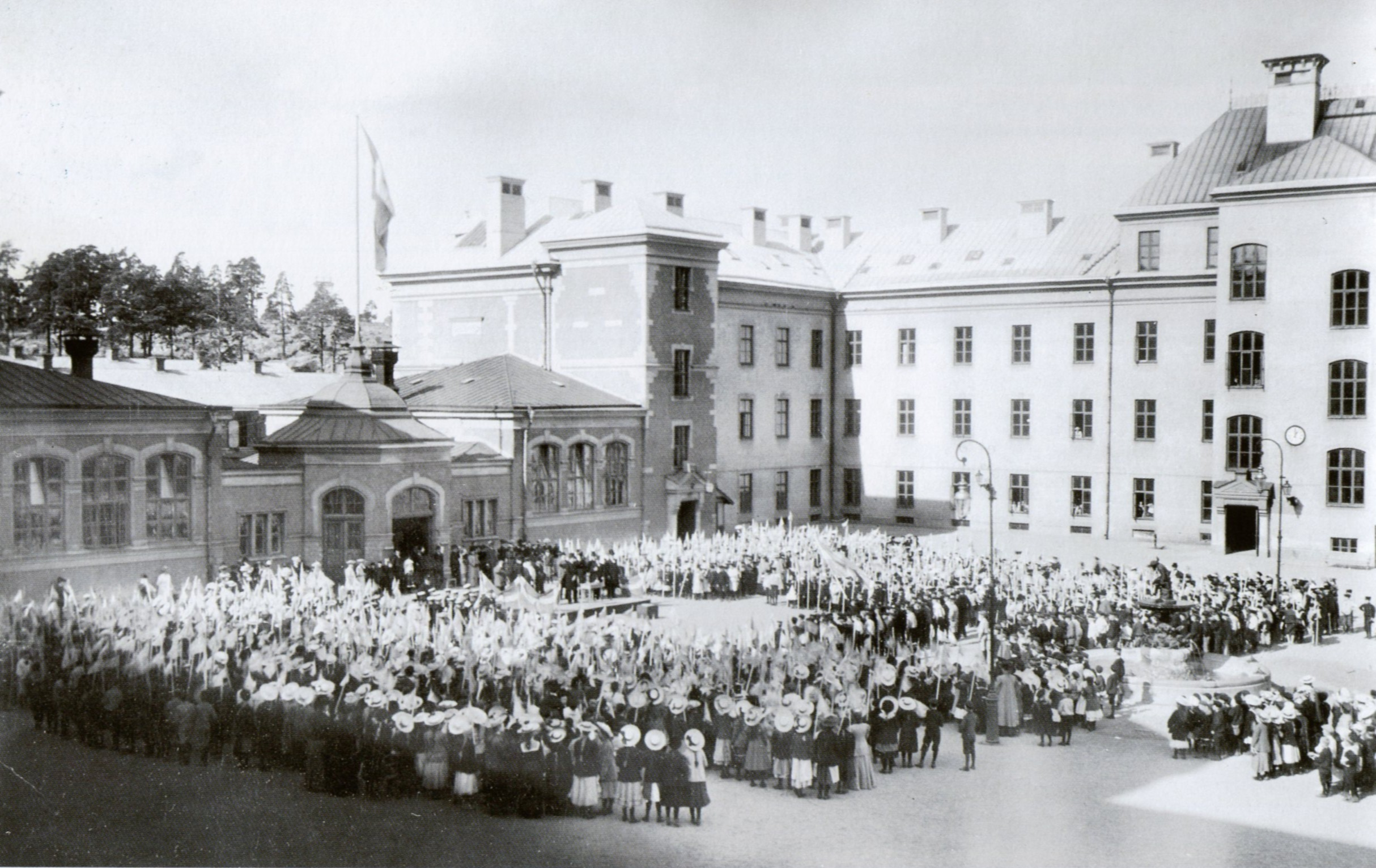
Народная школа Кунгсхольма, Сколгорден, около 1912 года

Софийская народная школа, расположенная на Сёдермальме, была открыта в 1818 году и стала первым образовательным учреждением, построенным по инициативе города. Ещё до того, как в 1842 году было введено обязательное образование, в стране уже функционировало около сорока государственных школ, где дети из рабочего и среднего классов могли получать (добровольное) образование.
Крупнейшим учебным заведением города является Стокгольмский университет. В 1970-х годах его центральный офис был перемещён из центра Стокгольма во Фрескати. Однако ещё в 1960-х годах началось строительство университетского городка. В 2009 году в университете обучалось более 27 400 студентов.

## История

### От средневековья до XIX века

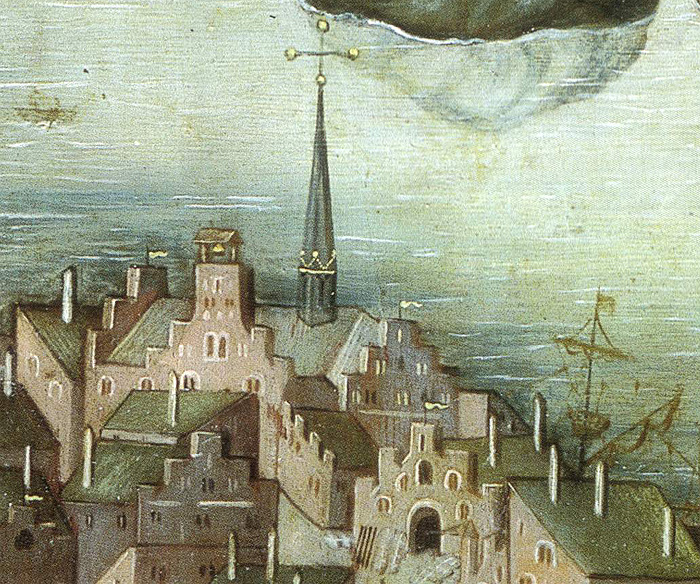
Монастырь черных монахов на Вадерсолставлане, 1535 год. Здесь находилось одно из средневековых учебных заведений Стокгольма

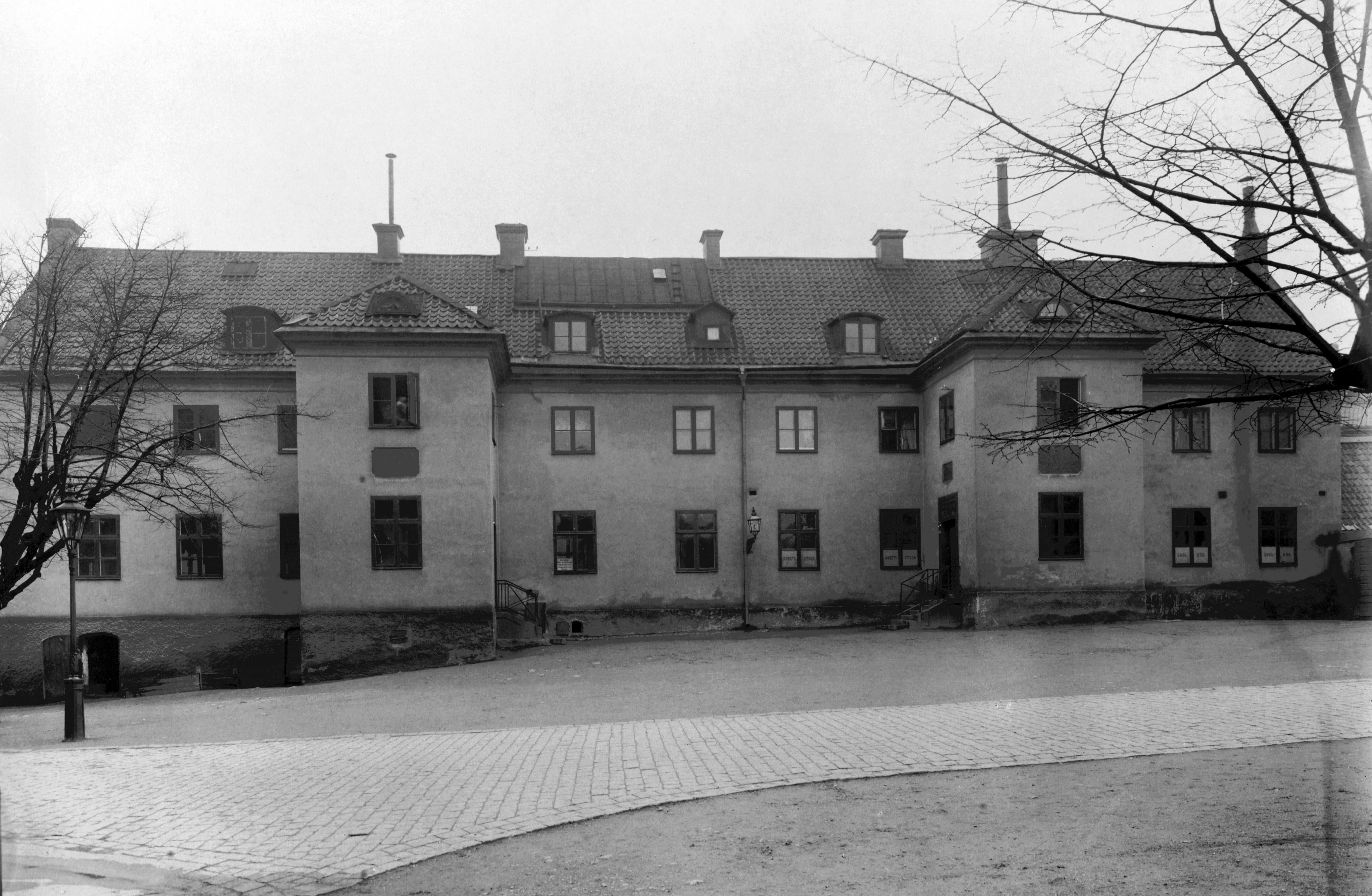
Школа Клара была основана в 1649 году, здание школы на фотографии 1903 года

В средние века монашеские школы, располагавшиеся при монастырях, были традиционным местом для обучения и научных исследований. Стокгольм не стал исключением. Здесь функционировали две такие школы: одна при францисканском монастыре на острове Риддархольмен, а другая — при доминиканском монастыре на улице Свартмангатан. В монастырских школах дети получали образование на латинском языке, осваивали чтение, письмо и, конечно же, религиозные дисциплины. Обучение было обязанностью монахов, и все занятия проходили на латыни.
В древности основной формой обучения были общеобразовательные школы, которые делились на «низшие» и латинские, где преподавали на латыни. Одной из таких школ была Николаевская школа, которая документально зафиксирована с 1315 года, но, как полагают, существовала ещё с конца XIII века. Она считается старейшей школой города, наряду с монастырскими школами.
В Стокгольме функционировали и другие тривиальные школы, такие как:
- Клары Скола[швед.] — основанная в 1649 году;
- Мария Тривиальскола[швед.] — основанная в 1654 году;
- Якобса Тривиальскола — открытая в 1659 году.

Первая средняя школа появилась в Стокгольме в 1640 году, но вскоре была переведена в Евле, так как оказалась не нужна из-за небольшого количества учеников.
Немецкая школа была основана в 1580-х годах и первоначально размещалась на одной из трибун немецкой церкви. Вскоре они приобрели собственное помещение на углу Сялагардсгатан и Тиска-сколгранд, что дало школе её название. С каждым годом количество учеников неуклонно росло, и в 1653 году школа была расширена.
Королевская коллегия Стокгольма, также известная как Академия Стокгольма, была теологическим колледжем, основанным Юханом III в 1576 году в Стокгольме. Здание, в котором располагался колледж, находилось в Грабредраклостере на Риддархольмене. К 1583 году колледж стал почти полностью учебным заведением для молодых священников. Однако работа в нём шла довольно медленно из-за неопределенности финансового положения и преследований, которым подвергались преподаватели. В 1593 году профессора Стокгольмского колледжа были переведены в Уппсальский университет.
В XVIII веке, в эпоху правления Густава III, в Швеции было открыто несколько новых учебных заведений, связанных с искусством. Среди них — Шведская королевская академия свободных искусств (1735), Королевская высшая музыкальная школа (1771) и Элевсинская драматическая школа (1787). Также была основана Военная академия Карлберг, которая стала старейшей военной академией в мире, сохранившей свои функции и расположение до сих пор.
Шведская королевская академия наук, основанная в 1739 году, ставит перед собой цель способствовать развитию науки и укреплять её влияние на общество. По традиции особое внимание уделяется естественным наукам и математике. С 1901 года, согласно завещанию Альфреда Нобеля, Шведская королевская академия наук вручает Нобелевские премии в области физики и химии. При Академии также находится Бергианский ботанический сад, который с середины XVIII века занимается исследованиями в области ботаники.
В 1790-ых годах в приходе Грейт-Черч была основана бесплатная школа для бедных мальчиков и девочек. Она стала предшественницей народной школы. В городе открылось множество предшественниц современных школ для девочек, известных как пансионаты для девочек. Одним из самых известных таких заведений был пансион Юханны Лом, который играл важную роль в образовании девочек в эпоху позднего Густава.

### С XIX века по н. в

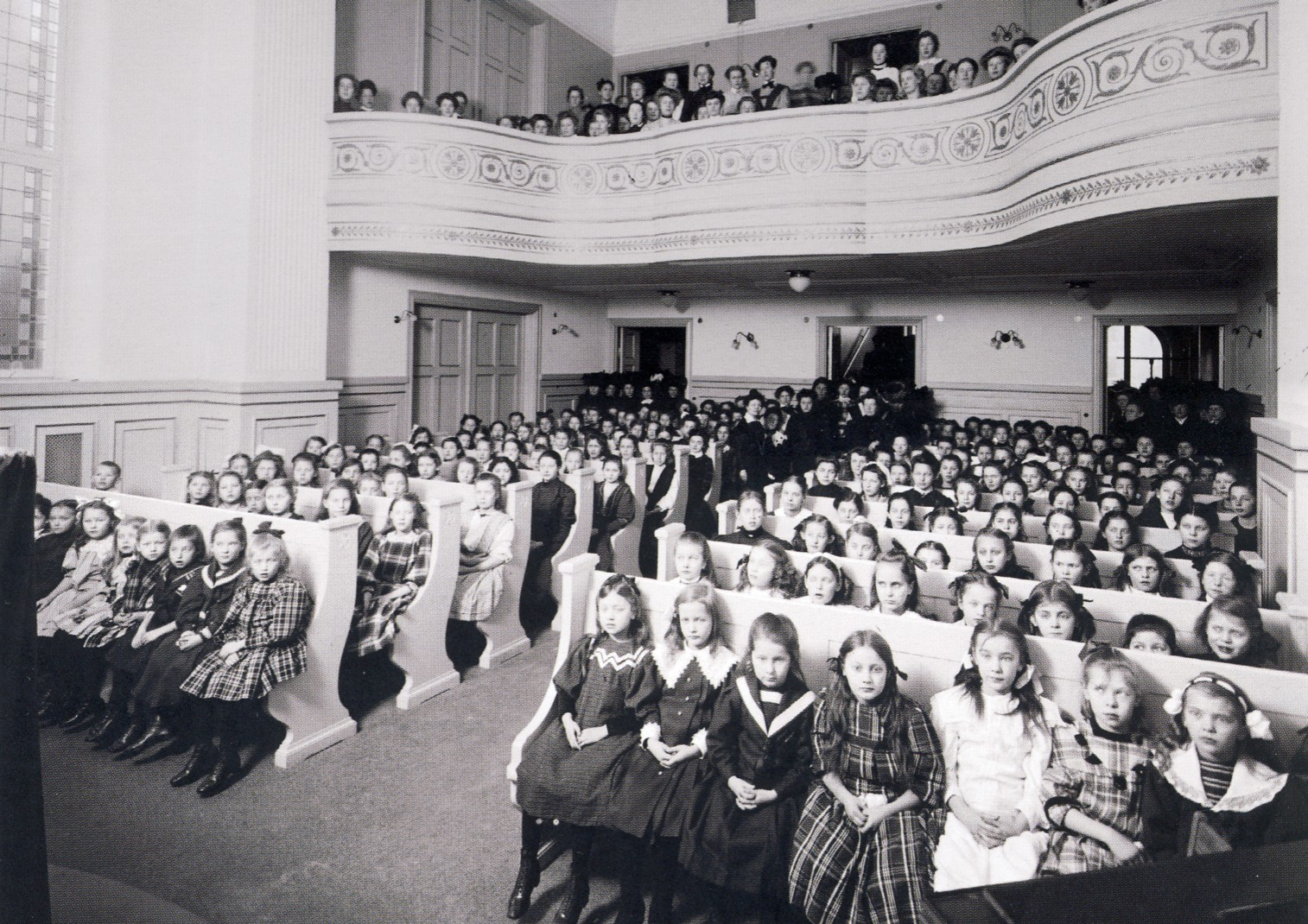
Молитвенный зал в Валлинской школе в 1908 году

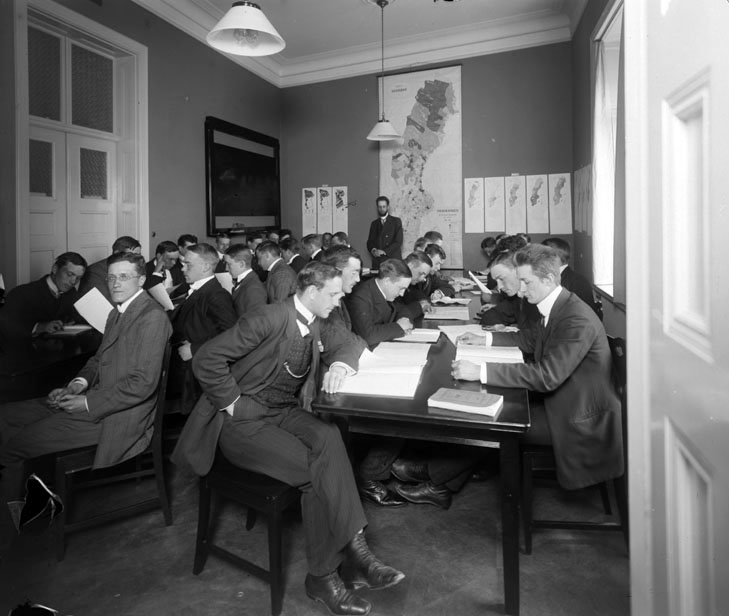
Стокгольмская школа экономики, 1911 год

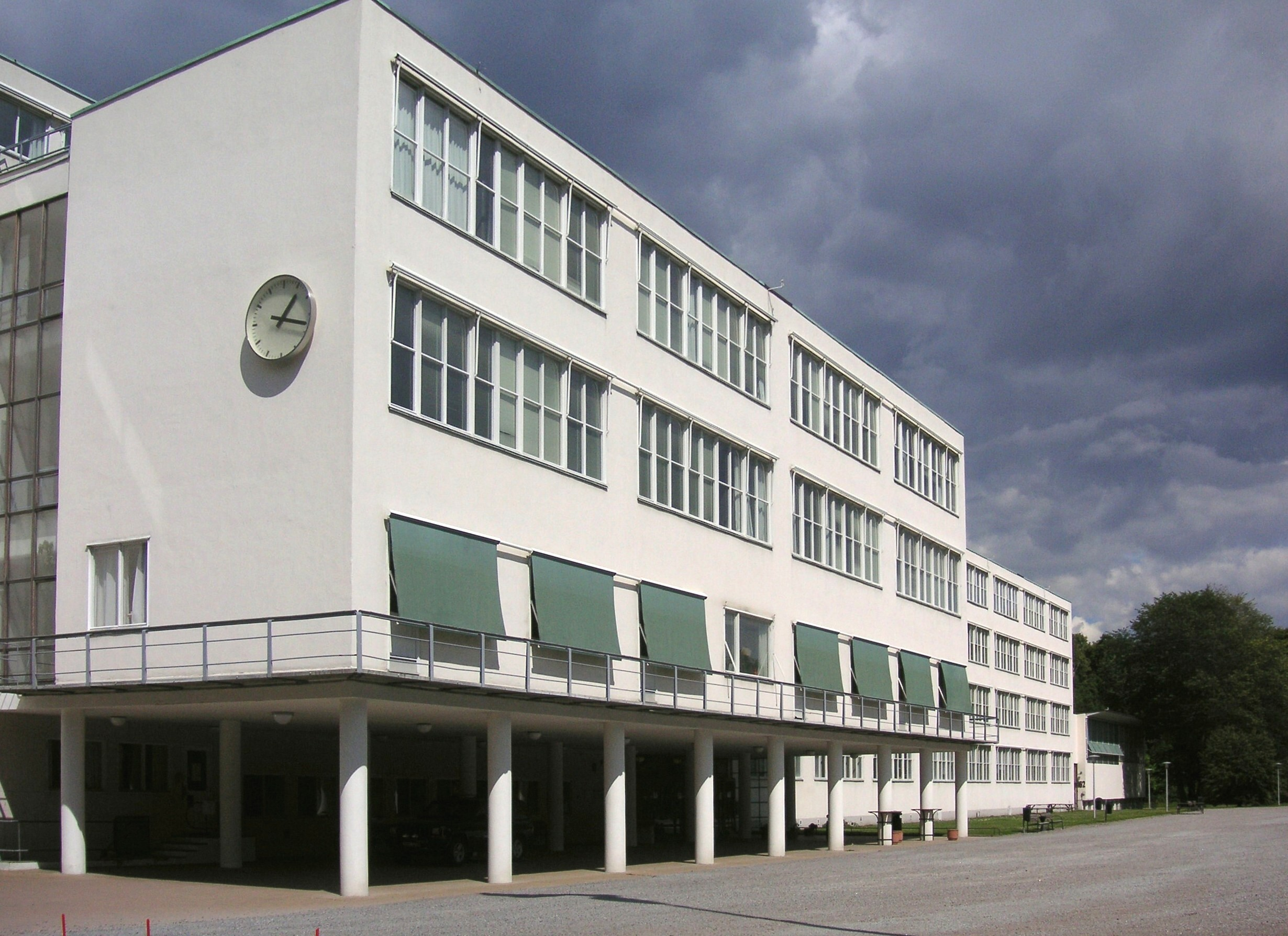
Хегре Аллманна Ловеркет из фликора в Норрмальме, 1936 год, фотография 2008 года

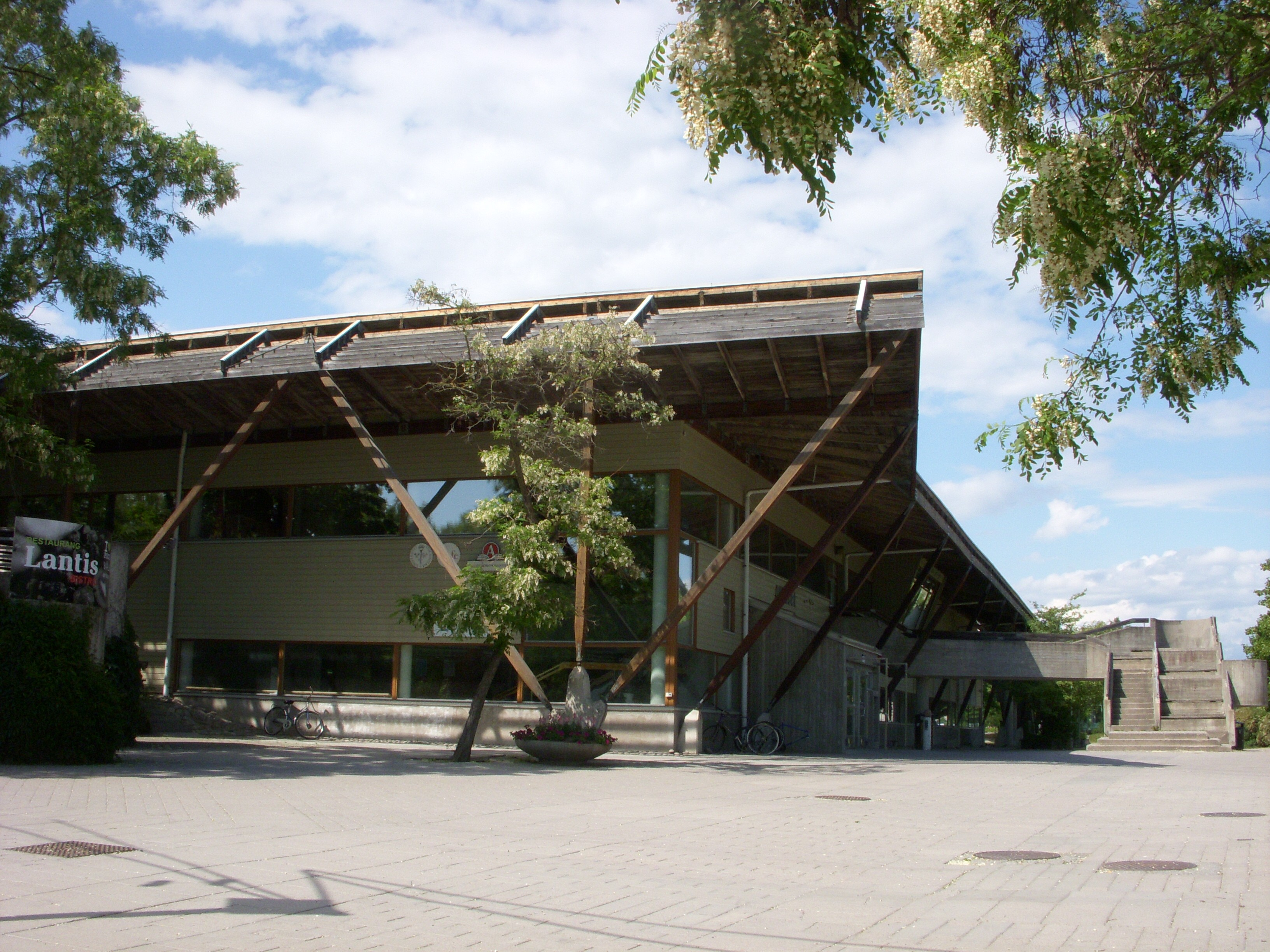
Стокгольмский университет Аллхусет, 2010

Софийская народная школа, открытая в 1818 году на Седермальме, стала первой школой, построенной по инициативе города. Валлинская школа для девочек — это старейшее учебное заведение в Стокгольме, основанное в 1831 году по инициативе историка Андерса Фрюкселля и по настоянию Юхана Улофа Валлина. Школа расположилась в здании по адресу Стора Нигатан, 20.
Стокгольмская гимназия была основана 4 октября 1821 года в старом здании тривиальной школы по адресу: Биргер ярлсторг, 7 (Восточная гимназия), на острове Риддархольмен. В первые годы обучения в ней числилось чуть менее 50 студентов, но уже в 1870-х годах их количество возросло до примерно 200. Позже школа стала называться «Северная латынь». Она считалась ведущей школой Стокгольма и учебным заведением с самой высокой репутацией в Швеции. Здание школы, спроектированное Хельго Зеттерваллем и открытое в 1877 году, также располагалось на ценном участке в центре Норра-Банторгет.
В 1842 году шведский риксдаг принял решение ввести обязательное четырёхлетнее начальное образование. Это стало толчком к созданию народных школ. Уже в 1847 году в приходах Стокгольма открылись первые восемь таких школ, которые находились под руководством церкви. Однако до этого в стране уже функционировало около сорока государственных школ, куда могли ходить дети из разных социальных слоёв — как из рабочих семей, так и из среднего класса.
В 1882 году в Швеции было введено обязательное шестилетнее образование, что стало стимулом для масштабного строительства школ. По всему городу появилось множество новых учебных заведений, которые были четко разделены на «школы для девочек» и «школы для мальчиков».
Среди них можно отметить следующие школы:
- Школа Катарины Седры[швед.] (1888);
- Маттеусшколан[швед.] (1902);
- Кунгсхольменская школа[швед.] (1908);
- Бломменсбергсшколан[швед.] (1890—1920);
- Софийская школа[швед.] (1910).

К 1900 году в Стокгольме насчитывалось 36 000 детей школьного возраста, из которых 75 % посещали народные школы. В то же время около 6000 детей из состоятельных семей получали частное образование.
В 1842 году в Стокгольме была основана навигационная школа, а в 1907 году для неё построили здание по адресу Стигбергсгатан, 30 на Седермальме. В 1951 году школа получила новое название — Военно-морская офицерская школа. В 1982 году её расформировали. В настоящее время в этом здании располагается университетский колледж имени Эрста Скендаля.
Первое здание Гендельсинститута Франса Шартауса, расположенное по адресу Фьельгатан, 23, было возведено в период с 1863 по 1864 годы. Открытие школы состоялось в осеннем семестре 1865 года. Главной задачей учреждения было предоставить молодым людям, стремящимся стать торговцами, возможность получить необходимые знания по более доступным ценам. Ещё одной известной бизнес-школой является Стокгольмская школа экономики, основанная в 1909 году по инициативе шведского делового сообщества. Это старейшее бизнес-учебное заведение Швеции, которое по праву гордится своей историей и достижениями.
В период с 1930-х по 1950-е годы было возведено множество современных «образовательных учреждений».
Среди них выделяются:
- Седермальмская школа[швед.] (1935—1936);
- Цинкенсдаммская школа[швед.] (1936);
- Польхемская гимназия[швед.] (1938);
- Государственная школа-модерн[швед.] (1949);
- Гимназия Осе[швед.] (1950).

Часто новые школьные здания в духе модернизма проектировали известные архитекторы того времени, такие как Пол Хедквист, Дэвид Даль, Нильс Арбом и их коллега Хельге Зимдал. Сегодня в этом здании располагается Школа социальной работы, и оно принадлежит Стокгольмскому университету.
Он был основан в 1878 году как Стокгольмский университет. В 1970-х годах центральный офис переехал из центра Стокгольма в район Фрескати. Однако уже с 1960-х годов в Фрескати началось строительство университетского городка. Одним из самых значительных сооружений является огромный комплекс застекленных зданий Седра Хусет, созданный по проекту Давида Хелльдена. Этот комплекс, состоящий из шести архивных помещений, предназначался для факультета гуманитарных и социальных наук. Ещё одним выдающимся зданием в университетском городке является лаборатория Аррениуса, спроектированная Карлом Ниреном в стиле структурализма и завершенная в 1973 году. Она названа в честь шведского химика и нобелевского лауреата Сванте Аррениуса.
С тех пор на территории кампуса Фрескати появилось множество зданий, предназначенных для различных учебных заведений. Многие из них, особенно те, что были построены в игривом архитектурном стиле Ральфа Эрскина, стали настоящими произведениями искусства. Среди них библиотека Стокгольмского университета, Allhuset, Aula Magna и Juristernas hus. В 2009 году университет принял более 27 400 студентов. Также становится всё труднее найти подходящее студенческое жильё в Стокгольме. В 2008 году в городе было 8 858 единиц студенческого жилья, но в очереди стояло 22 541 человек.
С 1980-х годов Чиста является крупнейшим центром информационных технологий в Швеции. Здесь расположены штаб-квартиры таких известных компаний, как Ericsson, а также шведские офисы IBM и Nokia. В кампусе Киста находятся филиалы Королевского технологического института и Стокгольмского университета, где обучается около 5000 студентов. Наукоград Чиста с его научной башней Kista Science Tower стал центром притяжения для самых квалифицированных исследователей в области информационных технологий в Северной Европе. Более тысячи учёных и инженеров занимаются здесь исследованиями и разработками.

## Учреждения
Помимо Стокгольмского университета, в столице Швеции расположено два крупных университета:
- Каролинский институт — медицина;
- Королевский технологический институт — инженерия.

В городе также можно найти множество других образовательных учреждений, включая:
- Колледж дизайна Бекманса[швед.];
- Академия танца и цирка[швед.];
- Драматический институт[швед.];
- Шведский университет обороны;
- Школа гимнастики и спорта[швед.];
- Королевский институт искусств[швед.];
- Констфак;
- Королевская высшая музыкальная школа;
- Университет Красного Креста[швед.];
- Университет Сёдертёрна;
- Школа театра и теологии[швед.].

### Оценивание
В международном рейтинге 500 лучших учебных заведений мира за 2008 год, который ежегодно составляет Центр университетов мирового класса при Шанхайском университете Цзяотун, шведский Каролинский институт занимает 51-е место (первое в Швеции), а Стокгольмский университет — 86-е (третье место в стране после университета Уппсалы). Согласно этому рейтингу, KTH, наряду с Университетом Чалмерса, Гетеборгским университетом и Университетом Умео, занимает 201—302-е места в мире. Критерии отбора включают персонал, награды, цитаты, результаты исследований, размер и качество программ.

## Организации
В то время как университеты и колледжи являются государственной собственностью и находятся в ведении Министерства образования, школы и детские сады находятся в ведении муниципалитетов. С 2010 года членом школьного совета в Стокгольме является Лотта Эдхольм (FP). В рамках школьного департамента она отвечает за работу городских школ и детских садов. Кроме того, она занимает пост председателя совета по образованию.